# Агелу, Жан
Жан Агелу (16 октября 1878 — 2 августа 1921) — французский фотограф 1910-х и 1920-х годов, наиболее известным своими эротическими фотографиями и фотографиями в обнаженном виде, сделанными в начале XX века. Агелу родился в Александрии в октябре 1878 года.
Кристиан Бурдон и Жан-Пьер Буржерон, основные коллекционеры открыток, попытались собрать как можно более полное собрание его работ.

## Биография
О личной жизни Агелу известно немного, за исключением того, что после 1908 года Фернанда была его любовницей и моделью. Она была проституткой, полное имя которой считается Фернанда Барри (1893–1960). Она также была моделью для художников Амедео Модильяни и Хаима Сутина, а также стала самостоятельным художником.
1900-е ознаменовали золотой век эротической фотографии, но фотографам все ещё приходилось проявлять осмотрительность, и он подписывал свои работы «JA». Прошло много времени, прежде чем стало известно настоящее имя «JA».
Агелу начал публиковать свои работы в журнале L'Étude académique, который теоретически предназначался для художников, но имел 20 000 подписчиков, и впоследствии опубликовал свои собственные открытки. Возраст его моделей составлял от 20 до 24 лет, а одной — всего 14 лет, что было законным по закону от 16 марта 1899 года.
Нагота на фотографиях была запрещена во Франции 7 апреля 1908 года. Нагота исчезла из всех журналов, изображения были отретушированы, добавлены вуаль или маленькие провиденциальные трусики, а лобковые волосы были вычесаны. Обнаженные изображения стали распространяться подпольно, и фотографам пришлось действовать осмотрительно. Эротические изображения Фернанды лелеяли солдаты по обе стороны Первой мировой войны. Эротические открытки и журналы нужно было продавать или пересылать в запечатанных конвертах. Оригинальные обнаженные принты Агелу снова стали доступны в начале 1970-х, за исключением Японии, где они все ещё были запрещены.
Жан Агелу погиб в 1921 году в автокатастрофе вместе со своим братом Георгом в возрасте 42 лет. Георг позаботился о деловых аспектах, а Джин нашла моделей и сфотографировала. Фотографии выполнены в мастерской и естественном освещении, задники выполнены художниками, расписывающими декоры.